# ساختمان اداره دارایی (مشهد)
ساختمان ادارهٔ دارایی؛ نام ساختمانی تاریخی مربوط به اوایل دورهٔ پهلوی دوم است و در شهرستان مشهد، شهر مشهد، میدان شهدا، خیابان امام خمینی، سه راه جم، ادارهٔ دارایی واقع شده و این اثر در تاریخ ۱۶ اسفند ۱۳۸۴ با شمارهٔ ثبت ۱۴۳۵۵ به‌عنوان یکی از آثار ملی ایران به ثبت رسیده‌است.